# Bertram Quadt

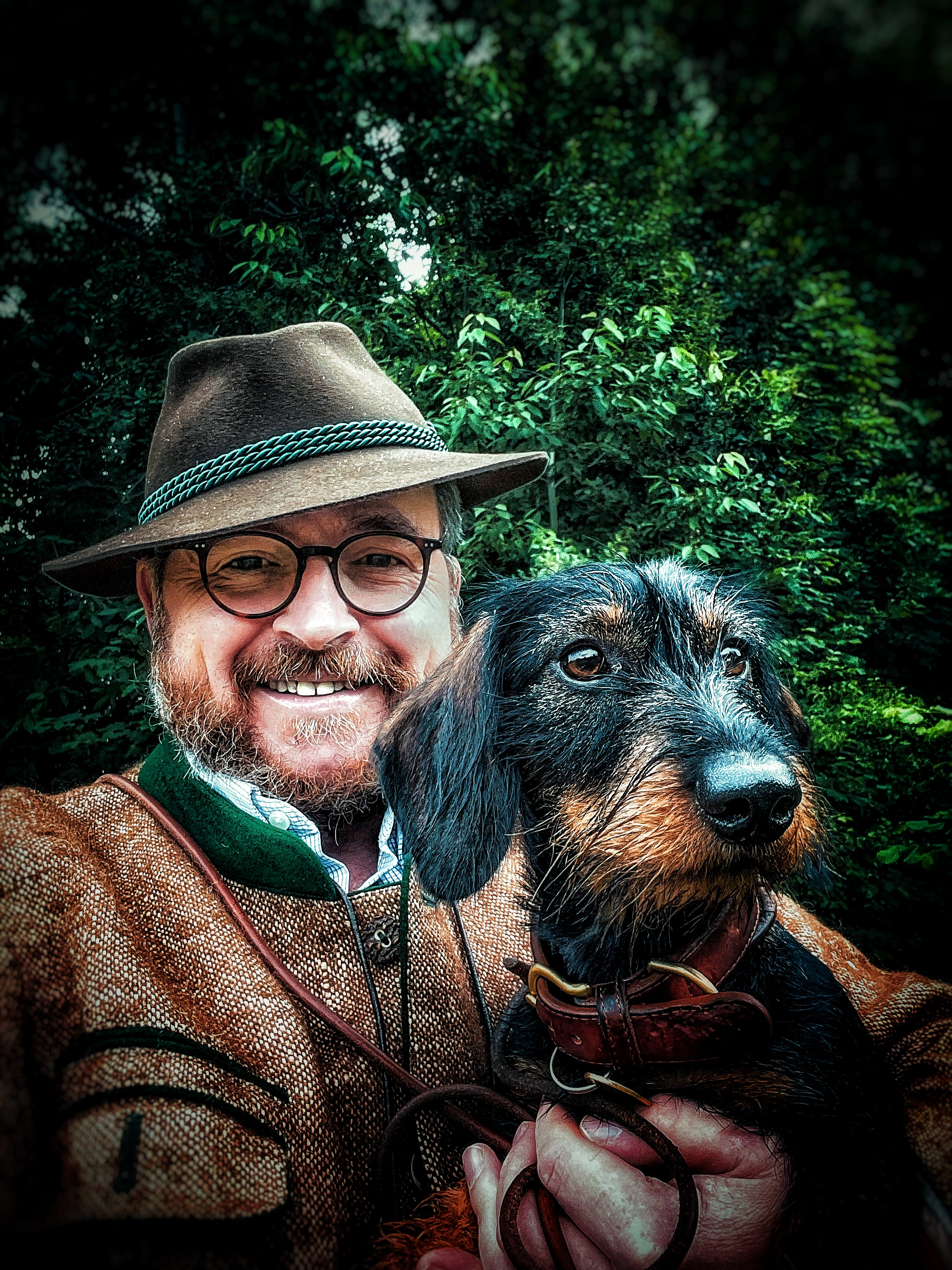
Bertram Graf von Quadt mit Dackel "Traudl"

Bertram Maria Ernst Paul Ghislain Ingbert Graf von Quadt zu Wykradt und Isny (* 22. Oktober 1966 in Ravensburg) ist ein deutscher Journalist, Hörfunkmoderator und Autor.

## Hörfunk
Bertram Quadt ist nach anfänglicher Tätigkeit bei Radio 7, Radio Lindau und Antenne Niedersachsen seit 1992 bei SWF3, nach der Fusion von SWF und SDR bei SWR3 tätig. Dort präsentiert er Hörfunknachrichten und im Wechsel mit anderen Journalisten das SWR3-Topthema. Bis Januar 2020 schrieb er zudem regelmäßig Fernsehkritiken in der Rubrik „Tatortcheck“. Bei SWF3 entwickelte er die Sendeform „Lyrix“ und später (in Bühnendarstellung) die „Live Lyrix“, in der Songtexte übersetzt und in Hörspielform interpretiert werden, und führte sie von 1993 bis 2003. Zudem war er von 2003 bis 2006 als Hörfunkkorrespondent für Großbritannien und die Republik Irland in London tätig.

## Bücher und Artikel
Unter dem Namen Bertram Graf von Quadt hat er acht Bücher zu jagdlichen Themen veröffentlicht sowie mehrere Hörbücher, teils aus eigenen Werken. Darüber hinaus schreibt er für mehrere deutsche Jagdzeitschriften und ist in der jagdlichen Fortbildung tätig.

## Familie
Bertram Quadt entstammt dem Adelsgeschlecht Quadt zu Wykradt und Isny. Er ist der Sohn von Paul Fürst von Quadt und Marie Charlotte Fürstin von Quadt, Prinzessin von Bayern. Sein Großvater war Herzog Albrecht von Bayern. Bertram Quadt ist verheiratet und lebt in Süddeutschland.

## Veröffentlichungen
1. Was wär denn um’s Leben ohne Jagen? Verlag Neumann-Neudamm, Melsungen, 2010, ISBN 978-3-7888-1336-9
2. Wie lob ich mir die drei: Wald, Wild und Jagerei. Verlag Neumann-Neudamm, Melsungen, 2011, Illustrationen von René G. Philipps, ISBN 978-3-7888-1405-2
3. Miniaturen und drei, vier größere Gemälde. Verlag Neumann-Neudamm, Melsungen, 2013, Illustrationen von René G. Phillips, ISBN 978-3-7888-1553-0
4. Jagdgänge. Verlag Neumann-Neudamm, Melsungen, 2016, Illustrationen von René G. Phillips, ISBN 978-3-7888-1841-8
5. Blattjagd – Handbuch für Praktiker. Verlag Neumann-Neudamm, Melsungen, 2016, 10 Illustrationen von Hans Lakomy, ISBN 978-3-7888-1799-2
6. Jagdgedanken – ein Hochstandbrevier. Verlag Neumann-Neudamm, Melsungen, 2018, Illustrationen von Rudi Kohl, ISBN 978-3-7888-1948-4
7. Abends am Kamin. Verlag Neumann-Neudamm, Melsungen, 2022, Illustrationen von Bernd Hanrath, ISBN 978-3-7888-2048-0
8. Die Lange Fahrt - Mit dem Rehruf durch Deutschland, Österreich und Böhmen. Verlag Neumann-Neudamm, Melsungen, 2024, ISBN 978-3-7888-2104-3